# Hierococcyx vagans
El cuco bigotudo (Hierococcyx vagans) es una especie de ave cuculiforme de la familia Cuculidae que vive en el sudeste asiático.

## Distribución y hábitat
Se extiende por las selvas de Indochina, la península malaya y las islas de Sumatra y Borneo, distribuido por Indonesia, Brunéi, Laos, Malasia, el sur de Birmania y Tailandia y el oeste de Camboya.